# Pseudauchenipterus nodosus
Pseudauchenipterus nodosus är en fiskart som först beskrevs av Bloch, 1794.  Pseudauchenipterus nodosus ingår i släktet Pseudauchenipterus och familjen Auchenipteridae. Inga underarter finns listade i Catalogue of Life.